# Mick Jagger
Sir Michael Phillip "Mick" Jagger (Dartford, Kent, 26. srpnja 1943.) je engleski rock glazbenik, glumac, tekstopisac, filmski producent i poslovni čovjek. Najviše je poznat kao pjevač i jedan od osnivača rock sastava The Rolling Stones.